# Dufay (cratère)
Dufay est un cratère lunaire situé sur la face cachée de la Lune. Il se trouve à l'est du cratère Mandel'shtam (en) au nord-ouest du cratère Papaleksi (en) et à l'est du cratère Valier (en). Le  contour du cratère est érodé et touché par de nombreuximpacts de petits cratères.
En 1970, l'Union astronomique internationale a donné le nom de l'astronome français Jean Dufay à ce cratère lunaire.
Par convention, les cratères satellites sont identifiés sur les cartes lunaires en plaçant la lettre sur le côté du point central du cratère qui est le plus proche de Dufay.
| Dufay | Latitude | Longitude | Diamètre |
| ----- | -------- | --------- | -------- |
| A     | 9.5° N   | 170.5° E  | 15 km    |
| B     | 8.5° N   | 171.0° E  | 20 km    |
| D     | 6.3° N   | 170.5° E  | 32 km    |
| X     | 7.2° N   | 168.5° E  | 42 km    |
| Y     | 8.3° N   | 168.4° E  | 16 km    |